# Робин Рајт
Робин Рајт (енгл. Robin Wright; Далас, 8. април 1966) америчка је глумица и редитељка.
Глумом је почела да се бави почетком осамдесетих наступајући у сапуници Санта Барбара на Ен-Би-Си-ју у којој је у периоду између 1984. године и 1988. године тумачила улогу Кели Капвел. Пажњу шире публике привукла је 1987. године насловном улогом у филму Принцеза невеста, а затим и изведбом у драми Форест Гамп из 1994. године која јој је донела номинације за Златни глобус и Награду Удружења глумаца за најбољу споредну женску улогу у играном филму. Рајтова је глумила у Нетфликсовој серији Кућа од карата, за коју је освојила Златни глобус и била вишеструко номинована за Емија и Награду Удружења глумаца за најбољу главну женску улогу у драмској серији.

## Филмографија
| Улоге Робин Рајт |                           |               |                     | |
| Година           | Српски назив              | Изворни назив | Улога               | Напомена |
| 1983–1984        | Жута ружа                 |               | Барбара Андерсон    | ТВ серија, 2 епизоде |
| 1984–1988        | Санта Барбара             |               | Кели Капвел         | ТВ серија, 509 епизода |
| 1986.            | Холивудска екипа разврата |               | Лори Стантон        | |
| 1987.            | Принцеза невеста          |               | Батеркап            | номинација - Награда Сатурн за најбољу глумицу (филм) |
| 1990.            | Порицање                  |               | Сара                | |
| 1990.            | Помиловани                |               | Кетлин Фланери      | |
| 1992.            | Клуб мушкараца            |               | Тара Магвајер       | |
| 1992.            | Играчке                   |               | Гвен Тајлер         | |
| 1994.            | Форест Гамп               |               | Џени Каран          | номинација - Златни глобус за најбољу споредну глумицу у играном филму номинација - Награда Удружења филмских глумаца за најбољу глумицу у споредној улози номинација - Награда Сатурн за најбољу споредну женску улогу (филм) |
| 1995.            | Чувар прелаза             |               | Џоџо                | |
| 1996.            | Мол Фландерс              |               | Мол Фландерс        | номинација - Награда Сателит за најбољу глумицу у главној улози |
| 1997.            | Вољен                     |               | Хеда Амерсон        | номинација - Награда Спирит за најбољу глумицу у главној улози |
| 1997.            | Она је предивна           |               | Морин Мерфи Квин    | номинација - Награда Удружења филмских глумаца за најбољу глумицу у главној улози |
| 1998.            | Харлибарли                |               | Дарлин              | |
| 1999.            | Порука у боци             |               | Тереза Озборн       | |
| 2000.            | Како убити комшијиног пса |               | Мелани Макгауан     | |
| 2000.            | Несаломив                 |               | Одри Дан            | |
| 2001.            | Завет                     |               | Лори                | |
| 2001.            | Последњи замак            |               | Розали Ервин        | непотписана |
| 2002.            | Потрага за Дебром Вингер  |               | глуми себе          | документарац |
| 2002.            | Бели олеандер             |               | Стар Томас          | |
| 2003.            | Распевани детектив        |               | Никола/Нина/Плавуша | |
| 2003.            | Девица                    |               | гђа Ренолдс         | |
| 2004.            | Дом на крају света        |               | Клер                | |
| 2005.            | Девет живота              |               | Дијана              | номинација - Награда Спирит за најбољу глумицу у споредној улози номинација - Награда Сателит за најбољу глумицу у главној улози |
| 2005.            | Жао ми је, хејтери        |               | Фиби                | номинација - Награда Спирит за најбољу глумицу у главној улози |
| 2005.            | Макс                      |               | мајка               | кратки филм |
| 2005.            | Емпајер Фолс              |               | Грејс Роби          | ТВ филм |
| 2006.            | Провалник                 |               | Лив                 | номинација - Британска независна филмска награда за најбољу глумицу у главној улози |
| 2006.            | Собра број 10             |               | Френи               | кратки филм |
| 2007.            | Ловачки пас               |               | непозната жена      | |
| 2007.            | Беовулф                   |               | краљица Велтова     | |
| 2008.            | Шта се то догодило        |               | Кели                | |
| 2008.            | Њујорк, волим те          |               | Ана                 | |
| 2009.            | У игри                    |               | Ен Колинс           | |
| 2009.            | Приватни животи Пипе Ли   |               | Пипа Ли             | |
| 2009.            | Божићна песма             |               | Фен Скруџ/Бел       | |
| 2010.            | Завереник                 |               | Мери Сарат          | |
| 2011.            | Уживо суботом увече       |               | Џени Каран          | Епизода: Тина Феј/Ели Гулдинг |
| 2011.            | Просветљена               |               | Сенди               | ТВ серија, 2 епизоде |
| 2013.            | Конгрес                   |               | Робин Рајт          | |
| 2013–2018.       | Кућа од карата            |               | Клер Андервуд       | ТВ серија, главна улога; редитељка 9 епизода и извршна продуценткиња 4. сезоне Златни глобус за најбољу главну глумицу у ТВ драмској серији (2013) номинација - Златни глобус за најбољу главну глумицу у ТВ драмској серији (2014-15) номинација - Награда Еми за најбољу главну глумицу у драмској серији (2013-17) номинација - Награда Удружења глумаца за најбољу глумицу у драмској серији (2014-17) номинација - Награда Удружења глумаца за најбољу глумачку поставу у драмској серији (2014-15) |
| 2014.            | Најтраженији човек        |               | Марта Саливан       | |
| 2015.            | Еверест                   |               | Пич Ведерс          | |
| 2017.            | Чудесна жена              |               | Антиопа             | |
| 2017.            | Блејд Ранер 2049          |               | Џоши                | |
| 2017.            | Лига правде               |               | Антиопа             | непотписано камео појављивање |
| 2020.            | Чудесна жена 1984         |               | Антиопа             | |
| 2021.            | Лига правде Зека Снајдера |               | Антиопа             | |
| 2024.            | Девица                    |               | краљица Изабел      | |